# 聖邁克爾島
聖邁克爾島是美國的島嶼，由阿拉斯加州負責管轄，位於白令海，長15公里、寬10公里，島上的兩座城鎮分別在東面和西北面，該島在1833年被命名。
63°28′30″N 162°09′42″W / 63.47500°N 162.16167°W